# فرانك برينان (سياسي)
فرانك برينان (بالإنجليزية: Frank Brennan)‏ هو محامي وسياسي أسترالي، ولد في 1873 في بنديجو في أستراليا، وتوفي في 6 نوفمبر 1950 في ملبورن في أستراليا. حزبياً، نشط في حزب العمال الأسترالي. وقد انتخب عضو مجلس النواب الأسترالي عن دائرة Division of Batman ‏ (15 سبتمبر 1934 – 31 أكتوبر 1949) وانتخب عضو مجلس النواب الأسترالي عن دائرة Division of Batman ‏ (8 فبراير 1911 – 19 ديسمبر 1931).